# Valeri Zalujni
Valeri Zalujni (ucraïnès: Валерій Федорович Залужний)  (Zviahel, 8 de juliol de 1973) és un general de quatre estrelles, comandant en cap de les forces ar- mades d’Ucraïna des del 27 de juliol de 2021. També és membre del Consell Nacional de Seguretat i Defensa d'Ucraïna.
Se li atribueixen tots els mèrits de l'estratègia militar de Kíiv en la invasió russa d'Ucraïna, així com la seva contribució a la modernització de les forces armades ucraïneses.
El 2022 va ser nomenat per la revista Time com una de les 100 persones més influents del món. Ha rebut elogis per la seva habilitat de "adaptar-se a un camp de batalla que canvia ràpidament" a través d'una delegació efectiva i la recopilació d'informació durant la invasió russa d'Ucraïna.

## Biografia
Va viure la vida militar des de petit, creixent en una caserna on el seu pare estava destinat. El 1989, Zalujni es va graduar a l'escola de la ciutat No. 9 i va entrar a l'escola tècnica de construcció de màquines Zviahel, de la qual es va graduar el 1991 amb honors. Posteriorment va entrar en la facultat militar general de l'Institut de Forces Terrestres d'Odessa. El 1997 es va graduar amb honors de l'institut, i va passar totes les etapes del servei militar.
El 2005 va entrar en l'Acadèmia Nacional de Defensa d'Ucraïna. El 2007 es va graduar i va ser nomenat Cap d'Estat Major i Primer Vicecomandant de la 24a Brigada Mecanitzada de Yavoriv, Lviv Oblast, durant dos anys i mig. Per decisió del Cap de l'Estat Major de les Forces Armades d'Ucraïna, el 13 d'octubre de 2009, va ser nomenat comandant de la brigada mecanitzada 51, fins al 2012.
El 2014, Zalujni es va graduar per la Universitat de Defensa Nacional d'Ucraïna d'Ivan Cherniakhovskyi. El 2017 va ser nomenat Cap d'Estat Major - Primer Vicecomandant del Comandament Operatiu Oest. El 2018, Zalujni va ser nomenat Cap de l'Estat Operatiu Conjunt de les Forces Armades d'Ucraïna – Primer Vicecomandant de les Forces Conjuntes.
El 9 de desembre de 2019 va ser nomenat Comandant del Comandament Operatiu Nord. Al desembre de 2020 es va graduar per l'Acadèmia Nacional d'Ostroh de la Universitat amb un mestratge en Relacions Internacionals. El 27 de juliol de 2021, el President Volodymyr Zelenskyy va nomenar Zalujni com a Cap de les Forces Armades d'Ucraïna, en substitució del General Ruslan Khomchak. L'endemà va ser nomenat membre del Consell Nacional de Seguretat i Defensa d'Ucraïna.
Zalujni és considerat com un oficial de ment oberta, integrant d'una nova generació d'oficials, apartant-se de les pràctiques militars soviètiques establertes. Va permetre que els militars del front obrissin foc en resposta a l'enemic sense el consentiment dels comandaments superiors i eliminant la necessitat que els militars omplissin documents innecessaris.
El 5 de març de 2022, enmig de la invasió russa d'Ucraïna, Zalujni va ser promogut pel President Zelenskyy al rang de general, el més alt de les Forces Armades d'Ucraïna.
Al gener de 2023, Zalujni va rebre 1 milió de dòlars com a herència de l’americà de descendència ucraniana, Gregory Stepanets, que va donar a les Forces Armades i a organitzacions humanitàries sense ànim de lucre d’Ucraïna.
El 30 de juny de 2023, Zalujni va fer una crida als aliats occidentals perquè subministressin a Ucraïna avions de combat F-16 i míssils balístics tàctics ATACMS -140, dient que la contraofensiva d'Ucraïna estava sent frenada per la falta de moderns avions de combat i municions d'artilleria.
El 8 de febrer de 2024, el president ucraïnès Volodímir Zelenski va substituir Valeri Zalujni per Sirski com a comandant en cap de les Forces Armades d'Ucraïna, després de mesos d'especulació d'una esquerda entre Zalujni i Zelenski.

## Graus militars
- General major (23 d'agost de 2017)[7]
- Tinent general (24 d'agost de 2021)
- General (4 de març de 2022)[16]

## Premis
Ucraïnessos
- Creu del Mèrit Militar (6 de maig de 2022)
- Ordre de Bohdan Khmelnytsky, 3r classe (12 de desembre de 2016)
- La insígnia "Arma de foc personalitzada" (26 de juliol de 2023)
- Premi Al-Ucraïnès de Literatura i Art nomenat després de Bohdan i Levko Lepkyi Brothers (2022)[17]
- Orde de San Tatarmártir George el Victorybearer (21 de desembre de 2022)
- Ciutadà honorari de Yavoriv (2023)[18]

Estrangers
- Creu d'Oficial de l'Ordre de la Creu de Vytis (6 de juliol de 2023, Lituània)[19]

## Llegat
Els carrers de Pokrov, Stara Syniava, Konotop i Malyn tenen el seu nom.